# Prešov (regio)
De regio Prešov (Slowaaks: Prešovský kraj) is een bestuurlijke regio van Slowakije bestaande uit dertien okresy (districten). De hoofdstad is Prešov.

## Bevolking
Op 1 januari 2021 telde de regio Prešov 808.931 inwoners, waarmee het de grootste regio van Slowakije is qua inwonersaantal. Van de bevolking was 400.227 man (49,48%) en 408.704 vrouw (50,52%). Van de 808.931 inwoners leefden er 369.253 in steden en 439.678 in dorpen op het platteland; de urbanisatiegraad is laag en bedroeg 45,65%. Van de bevolking in 2021 was 147.530 tussen de 0-14 jaar (18,24%), gevolgd door 541.586 personen tussen de 15-64 jaar (66,95%) en tot slot waren 119.815 personen 65 jaar of ouder (14,81%). Prešov was hiermee de regio met de meeste kinderen en minste ouderen in Slowakije: in de districten Kežmarok, Sabinov en Stará Ľubovňa was zelfs 20 tot 24% van de bevolking jonger dan 15 jaar oud, terwijl 65-plussers ongeveer 20% van de bevolking van Medzilaborce vormden.

### Etniciteit en taal
De etnische Slowaken vormen de grootste etnische groep in Prešov: 715.782 van de 808.931 inwoners waren etnische Slowaken, oftewel 88,48%. Het percentage Slowaken varieerde sterk: van 58,55% in Medzilaborce tot 92,62% in Poprad. De grootste minderheden vormden de 28.141 Roma (3,48%) en de 19.601 Roethenen (2,42%). De Roethenen woonden vooral in Medzilaborce, waar ze 31,29% van de bevolking vormden. Er waren ook andere volkeren woonachtig in de regio, maar zij vormden elk minder dan 0,5% van de bevolking.
Belangrijke moedertalen waren het Slowaaks (675.093 sprekers - 83,45%), gevolgd door het Romani (53.677 sprekers - 6,64%) en het Roetheens (32.365 sprekers - 4%). Het Romani had procentueel gezien de meeste moedertaalsprekers in de districten Kežmarok (16,05%), Sabinov (14,77%) en Stará Ľubovňa (12,17%), terwijl het Roetheens de meeste sprekers in de districten  Medzilaborce (46,21%), Snina (17,99%) en Svidník (16,16%) had.

### Religie
De regio Prešov had in 2021 het hoogste aantal en aandeel leden van de Grieks-Katholieke Kerk in Slowakije: 114.401 van de 808.931 inwoners was lid van deze kerkgenootschap, oftewel 14,14% van de totale bevolking. Ook was meer dan de helft van de aanhangers van de Oosters-orthodoxe kerken in Slowakije in de regio Prešov woonachtig, waar ze met 26.993 personen ongeveer 3,34% van de bevolking vormden. Desalniettemin was het Rooms-Katholicisme de grootste kerkgenootschap met 487.966 leden, oftewel 60,32%. De Evangelische Kerk van de Augsburgse Confessie in Slowakije had 35.597 leden - 4,4%, terwijl 85.927 personen geen religieuze overtuiging hadden, hetgeen overeenkomt met 10,62% van de totale bevolking (laagste percentage in Slowakije). Er waren ook overige religies, die elk minder dan 0,5% van de bevolking uitmaakten.

## Districten
| - Bardejov - Humenné - Kežmarok - Levoča/ - Medzilaborce - Poprad - Prešov - Sabinov - Snina - Stará Ľubovňa - Stropkov - Svidník - Vranov nad Topľou |

Banská Bystrica · Bratislava · Košice · Nitra · Prešov · Trenčín · Trnava · Žilina
(Lijst van vlaggen van Slowaakse regio's)